# Cherríe Moraga
Cherríe Lawrence Moraga (Whittier, California, 25 de septiembre de 1952) es una poeta, ensayista y dramaturga estadounidense cuya obra trata en especial de las experiencias de las mujeres lesbianas de las minorías raciales de Estados Unidos, en especial de las latinas.

## Biografía
Hija de chicana y anglosajón. Estudió en la universidad privada de Hollywood, licenciándose en 1974.  Trabajó como profesora en Los Ángeles, durante tres años, en ese tiempo compuso sus primeros poemas de amor lesbiano.  El contacto con la obra y la persona de la poeta Judy Grahn, hizo que creciese en ella la necesidad de escribir como lesbiana y como chicana, también aumentó su politización.  En 1977, se mudó a San Francisco y en 1980 se doctoró en la Universidad del Estado.

## Obra literaria
En 1979 junto a Gloria Anzaldúa, enviaron una carta, solicitando escritos a mujeres feministas que contasen experiencias que pusiesen de manifiesto las causas que producían divisiones dentro del movimiento feminista, como la intolerancia, el prejuicio o la negación de las diferencias.  En 1981, editó junto a la activista feminista lesbiana y negra Barbara Smith la antología "This Bridge Called My Back: Writings by Radical Women of Color".  El libro recibió el  premio de la fundación Before Columbus Foundation.  La antología reunía obras de Moraga, Barbara Smith, Gloria Anzaldúa, Audre Lorde, Pat Parker, Cheryl Clarke, Merle Woo y la nativa americana de la nación Lakota, Barbara Cameron.
Otras obras:
- Loving in the War Years: Lo que nunca pasó por sus labios (1983).
- Cuentos: Stories By Latinas (co-editora, 1983).
- Giving Up the Ghost: Teatro in Two Acts (1986).
- Esta puente, mi espalda: Voces de mujeres tercermundistas en los Estados Unidos (co-editora, 1988).
- Shadow of a Man (1992)
- The Sexuality of Latinas (co-editora, 1993).
- The Last Generation: Prose and Poetry (1993).
- Heroes and Saints and Other Plays (1994).
- Waiting in the Wings: Portrait of a Queer Motherhood (1997).
- The Hungry Woman (2001). (EN)
- Watsonville: some place not here (EN); Circle in the dirt: el pueblo de East Palo Alto (EN) (2002).